# ダリル・スコット
ダリル・ネルソン・スコット（Darryl Nelson Scott, 1968年8月6日 - ）は、アメリカ合衆国カリフォルニア州フレズノ郡フレズノ出身の元プロ野球選手（投手）、野球指導者。右投右打。2020年シーズンよりMLBのコロラド・ロッキーズのコーチを務める。

## 経歴

### 現役時代
1990年にカリフォルニア・エンゼルスと契約してプロ入り。
1993年5月にメジャーデビュー。リリーフとして16試合に登板して、1勝2敗、防御率5.85の成績を挙げた。
1994年に横浜ベイスターズに入団。球団としては、1977年のブレット以来、17年ぶりに獲得した外国人投手だった。入団時26歳と若く、まとまった投球内容の投手だったが、球威不足で大事な場面では起用されず、主にリードされた場面での中継ぎとして起用された。同年限りで解雇された。
横浜退団後はマイナーチームを転々としたが、その間はメジャー昇格は無かった。
2000年にフィラデルフィア・フィリーズ、コロラド・ロッキーズ、アリゾナ・ダイヤモンドバックスの傘下マイナーでプレーしたのを最後に現役を引退した。

### 現役引退後
2009年からコロラド・ロッキーズ傘下のマイナー球団でコーチ業を開始し、2015年には傘下のAAA級アルバカーキ・アイソトープスの投手コーチに就任した。
2020年シーズンからはロッキーズのブルペンコーチを務める。2022年からは投手コーチに昇格した。

## 投球スタイル
サイドハンド気味の右腕からフォークボール、ムービング・ファストボールをコントロール良く操る。

## 詳細情報

### 年度別投手成績
| 年 度    | 球 団    | 登 板 | 先 発 | 完 投 | 完 封 | 無 四 球 | 勝 利 | 敗 戦 | セ 丨 ブ | ホ 丨 ル ド | 勝 率 | 打 者 | 投 球 回 | 被 安 打 | 被 本 塁 打 | 与 四 球 | 敬 遠 | 与 死 球 | 奪 三 振 | 暴 投 | ボ 丨 ク | 失 点 | 自 責 点 | 防 御 率 | W H I P |
| -------- | -------- | ----- | ----- | ----- | ----- | -------- | ----- | ----- | -------- | ----------- | ----- | ----- | -------- | -------- | ----------- | -------- | ----- | -------- | -------- | ----- | -------- | ----- | -------- | -------- | ------- |
| 1993     | CAL      | 16    | 0     | 0     | 0     | 0        | 1     | 2     | 0        | --          | .333  | 90    | 20.0     | 19       | 1           | 11       | 1     | 1        | 13       | 2     | 0        | 13    | 13       | 5.85     | 1.50    |
| 1994     | 横浜     | 25    | 0     | 0     | 0     | 0        | 0     | 1     | 0        | --          | .000  | 136   | 32.1     | 29       | 1           | 17       | 0     | 0        | 27       | 1     | 0        | 10    | 9        | 2.51     | 1.42    |
| MLB：1年 | MLB：1年 | 16    | 0     | 0     | 0     | 0        | 1     | 2     | 0        | --          | .333  | 90    | 20.0     | 19       | 1           | 11       | 1     | 1        | 13       | 2     | 0        | 13    | 13       | 5.85     | 1.50    |
| NPB：1年 | NPB：1年 | 25    | 0     | 0     | 0     | 0        | 0     | 1     | 0        | --          | .000  | 136   | 32.1     | 29       | 1           | 17       | 0     | 0        | 27       | 1     | 0        | 10    | 9        | 2.51     | 1.42    |

### 年度別守備成績
| 年 度 | 球 団 | 投手（P） | 投手（P） | 投手（P） | 投手（P） | 投手（P） | 投手（P） |
| 年 度 | 球 団 | 試 合     | 刺 殺     | 補 殺     | 失 策     | 併 殺     | 守 備 率  |
| ----- | ----- | --------- | --------- | --------- | --------- | --------- | --------- |
| 1993  | CAL   | 16        | 0         | 0         | 0         | 0         | ----      |
| 1994  | 横浜  | 25        | 0         | 3         | 0         | 1         | 1.000     |
| MLB   | MLB   | 16        | 0         | 0         | 0         | 0         | ----      |
| NPB   | NPB   | 25        | 0         | 3         | 0         | 1         | 1.000     |

### 記録
NPB
- 初登板：1994年4月13日、対読売ジャイアンツ2回戦（横浜スタジアム）、8回表2死に3番手で救援登板・完了、1回1/3を無失点
- 初奪三振：1994年4月27日、対中日ドラゴンズ4回戦（横浜スタジアム）、8回表に大豊泰昭から

### 背番号
- 43（1993年）
- 28（1994年）
- 31（2020年 - 2021年）
- 72（2022年 - ）